# Vera Sisson

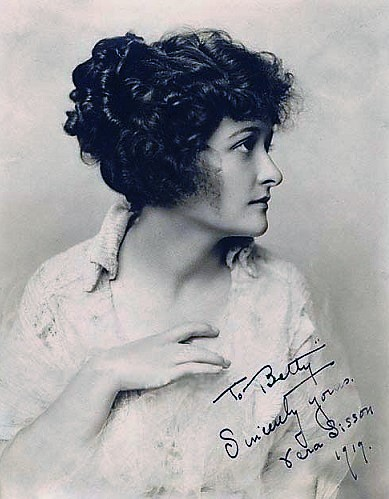
Vera Sisson, fotografía autografiada, 1919.

Vera Sisson (31 de julio de 1891-6 de agosto de 1954) fue una actriz cinematográfica de nacionalidad estadounidense, activa en la época del cine mudo.
Nacida en Salt Lake City, Utah, actuó en 79 filmes rodados entre 1913 y 1926, buena parte de ellos cortometrajes. Actriz de carácter, en 1918 protagonizó junto a Rodolfo Valentino la película The Married Virgin.
Estuvo casada con el actor y director Richard Rosson (1893-1953). Un año después de la muerte de su marido por suicidio, Vera Sisson se quitó también la vida tomando barbitúricos. Fallecida en Carmel-by-the-Sea, California, fue sepultada en el Hollywood Forever Cemetery.

## Selección de su filmografía
- 1913 : The House in the Tree
- 1914 : The Ten of Spades
- 1915 : The Stool Pigeon
- 1915 : For Cash
- 1915 : The Oyster Dredger
- 1915 : The Trust
- 1915 : The Chimney's Secret
- 1916 : The Iron Woman
- 1917 : Paradise Garden
- 1918 : The Married Virgin
- 1919 : The Veiled Adventure
- 1926 : Love 'Em and Leave 'Em